# 刘鑫 (羽毛球运动员)
刘鑫（1990年6月11日—），辽宁本溪人，後轉籍深圳市南山区，中國女子羽毛球運動員。個人最高世界排名第5位（2011年第15週）。

## 經歷
刘鑫10歲時被父母獨自從故鄉遼寧送往廣東深圳，在南山區的大冲小学讀書、寄宿和學習羽毛球；就讀小五的她已被南山区业余体校招募，作專業訓練。其後，业余体校將她保送到解放軍八一羽毛球隊。2007年，刘鑫獲派參加亚洲青年羽毛球锦标赛，奪得女單冠軍。並藉此表現入選國家羽毛球二隊。2009年，刘鑫原有機會提升至國家一隊，惜最終四個名額減少至兩個，她亦最終落選。
2010年3月，刘鑫終於通過了選拔賽，進入國家一隊，跟隨教練张宁和唐学华。同年4月，刘鑫首次代表中國一隊出戰在印度新德里舉行的亞洲羽毛球錦標賽，在準決賽淘汰香港的名將周蜜，但在決賽以1比2（13-21、21-18、19-21）僅負於隊友李雪芮。9月，刘鑫再赴台北參加第11屆世界大學生羽毛球錦標賽，在女單決賽再一次敗給隊友李雪芮。
2011年3月，刘鑫出戰德國黃金大獎賽，先後擊敗德國的朱利安·申克及韓國的成池鉉，並在決賽以2比1（21-13、15-21、21-9）擊敗日本的栗原文音，奪得職業生涯首個成人組別的世界級大賽冠軍；個人的世界排名亦攀升至新高第6位。同年4月，刘鑫續戰澳洲黃金大獎賽，在決賽中以2比0（21-14、21-9）擊敗泰國的蓬迪·布拉那巴硕，本賽季第二次在黃金大獎賽中奪冠。
2013年9月，刘鑫在出戰第十二屆全運會羽毛球比賽，除助解放軍首次贏得女團金牌外，個人亦摘得了女單銀牌。此後，刘鑫隨即轉戰中國羽毛球大師賽，並一路殺入決賽；最終，她在決賽中以2比1（21-4、13-21、21-12）力克泰國的蓬迪·布拉那巴硕，首次贏得超級系列賽的冠軍。

## 主要比賽成績
只列出曾進入準決賽的國際賽事成績：
| 年份   | 賽事                     | 公開賽級別 | 項目     | 成績   |
| ------ | ------------------------ | ---------- | -------- | ------ |
| 2007年 | 亞洲青年羽毛球錦標賽     | 其他       | 女子單打 | 冠軍   |
| 2007年 | 世界青年羽毛球錦標賽     | 其他       | 女子單打 | 季軍   |
| 2010年 | 亞洲羽毛球錦標賽         | 其他       | 女子單打 | 亞軍   |
| 2010年 | 世界大學生羽毛球錦標賽   | 其他       | 女子單打 | 亞軍   |
| 2010年 | 世界大學生羽毛球錦標賽   | 其他       | 女子團體 | 冠軍   |
| 2010年 | 碧特博格羽毛球黃金大獎賽 | 黃金大獎賽 | 女子單打 | 冠軍   |
| 2010年 | 越南羽毛球大獎賽         | 大獎賽     | 女子單打 | 準決賽 |
| 2010年 | 丹麥羽毛球超級賽         | 超級賽     | 女子單打 | 亞軍   |
| 2010年 | 韓國羽毛球大獎賽         | 大獎賽     | 女子單打 | 冠軍   |
| 2011年 | 德國羽毛球黃金大獎賽     | 黃金大獎賽 | 女子單打 | 冠軍   |
| 2011年 | 澳洲羽毛球黃金大獎賽     | 黃金大獎賽 | 女子單打 | 冠軍   |
| 2011年 | 日本羽毛球超級賽         | 超級賽     | 女子單打 | 準決賽 |
| 2011年 | 中國羽毛球首要超級賽     | 首要超級賽 | 女子單打 | 準決賽 |
| 2011年 | 韓國羽毛球黃金大獎賽     | 黃金大獎賽 | 女子單打 | 準決賽 |
| 2013年 | 中國羽毛球大師賽         | 超級賽     | 女子單打 | 冠軍   |
| 2014年 | 中國羽毛球國際挑戰賽     | 國際挑戰賽 | 女子單打 | 冠軍   |
| 2014年 | 印度羽毛球超級賽         | 超級賽     | 女子單打 | 準決賽 |
| 2014年 | 中國羽毛球大師賽         | 黃金大獎賽 | 女子單打 | 冠軍   |
| 2014年 | 日本羽毛球超級賽         | 超級賽     | 女子單打 | 準決賽 |
| 2014年 | 中華台北羽球黃金大獎賽   | 黃金大獎賽 | 女子單打 | 亞軍   |
| 2014年 | 亞洲運動會羽毛球比賽     | 其他       | 女子團體 | 金牌   |
| 2014年 | 中國羽毛球首要超級賽     | 首要超級賽 | 女子單打 | 準決賽 |
| 2014年 | 香港羽毛球超級賽         | 超級賽     | 女子單打 | 準決賽 |

| 2007-2017年 | 首要超級賽 | 超級賽 | 黃金大獎賽 | 大獎賽 | 國際挑戰賽 | 國際系列賽 | 未來系列賽 | 其他 |

| 2018-2026年 | 總決賽 | 超級1000賽 | 超級750賽 | 超級500賽 | 超級300賽 | 超級100賽 | 國際挑戰賽 | 國際系列賽 | 未來系列賽 | 其他 |